# Бернард Монтгомері
Сер Берна́рд Ло́у Монтго́мері, перший віконт Монтгомері Аламейнський (англ. Bernard Law Montgomery, 1st Viscount Montgomery of Alamein; 17 листопада 1887, Лондон — 24 березня 1976, Алтон, Гемпшир) — британський воєначальник, фельдмаршал (1944), віконт (1946), учасник Першої та Другої світових війн.
Під час Першої світової війни бився на Західному фронті, брав участь у боях «бігу до моря», біля Арраса, біля Пашендейла. В 1914 році в боях біля містечка Метеран дістав важке поранення у груди від кулі німецького снайпера. Війну закінчив начальником штабу 47-ї (2-ї Лондонської) піхотної дивізії. У післявоєнний час продовжив службу, пройшов посади від командира батальйону до командира 8-ї піхотної дивізії Британії.
За час Другої світової війни пройшов шлях від командира 3-ї піхотної дивізії до командувача 21-ї групи армій. Вів успішні бої на заході Північної Африки, здобув перемогу над німецько-італійськими військами в Тунісі, на Сицилії, під час вторгнення до Італії. У ході відкриття другого фронту в Нормандії командував усіма наземними силами союзників, пізніше призначений командувачем групи армій. 4 травня 1945 року прийняв німецьку капітуляцію на півночі Третього Рейху.
Після світової війни командувач Британської Рейнської армії в окупованій союзниками Німеччині, пізніше — начальник Імперського Генерального штабу. З 1951 до 1958 рр. — заступник Верховного головнокомандувача союзними військами НАТО в Європі.

## Біографія

### Ранні роки
Бернард Лоу Монтгомері народився 17 листопада 1887 року в центральному районі Лондона Кеннінгтоні в сім'ї вікарія валлійського походження Генрі та Мод Монтгомері. Бернард був четвертою дитиною з дев'яти у великій родині священнослужителя з клану Монтгомері.
Військова кар'єра
- вересень 1908 — другий лейтенант
- 1 квітня 1910 — лейтенант
- листопад 1919 — капітан
- 26 липня 1925 — майор
- 17 січня 1931 — підполковник
- 29 червня 1934 — полковник
- 5 серпня 1938 — бригадир
- 28 жовтня 1938 — майор-генерал
- 16 жовтня 1942 — лейтенант-генерал
- 11 листопада 1942 — генерал
- 1 вересня 1944 — фельдмаршал

У 1889 році Г. Монтгомері перевели єпископом дієцезії на далеку Тасманію. Батько часто перебував по церковних справах у сільській місцевості, і зрідка був відсутній по декілька місяців, а мати лупцювала дітей з кожного приводу й майже не переймалась їхнім вихованням. Через це вихованням дітей зайнялись замовлені з метрополії гувернантки. З роками, навіть коли Б. Монтгомері став знаменитістю в Англії, він ніколи не забував, як мати поводилась із ним та його сестрами й братами у дитинстві й забороняв будь-які контакти свого сина Девіда з матір'ю, а коли вона померла в 1949 році відмовився відвідати її похорон.
У 1901 році, коли сім'я повернулася до Лондона, маленький Бернард поступив до школи Святого Павла і виявився серед ізгоїв, тому що, за його визнанням, майже нічого не знав і не вмів поводитися. Але в міру дорослішання він зумів переломити характер, усвідомив необхідність навчання і вже двадцятирічним цілком усвідомлено і з твердими намірами вирушив на навчання до Королівського військового коледжу в Сандгерсті.
У 1908 році Бернард закінчив військове училище в Сандгерсті, з якого його мало не виключили за постійні бійки з іншими курсантами та систематичні порушення військової дисципліни.

### Початок військової служби
У вересні 1908 року після випуску з військової академії з присвоєнням військового звання другий лейтенант, Бернард Монтгомері отримав призначення до 1-го батальйону Королівського Ворикширського полку. Згодом він відбув для проходження служби до Британської Індії, де в 1910 році отримав звання лейтенант. У 1912 році повернувся до Англії, де служив ад'ютантом 1-го батальйону у своєму полку в Кенті.

### Перша світова
У серпні 1914 року з початком Першої світової війни лейтенант Б. Монтгомері зі своїм батальйоном, який входив до складу 10-ї бригади 4-ї дивізії, був переправлений до Північної Франції й майже відразу вступив у бойові дії на Західному фронтові.
26—27 серпня частина билась у бою біля Ле-Като, у тому бою взвод майже повністю загинув, а самого Монтгомері кілька днів лічили зниклим безвісти. Далі 1-й батальйон вів ар'єргардні бої в ході Великого відступу союзних військ та «бігу до моря» на шляху від Монса.

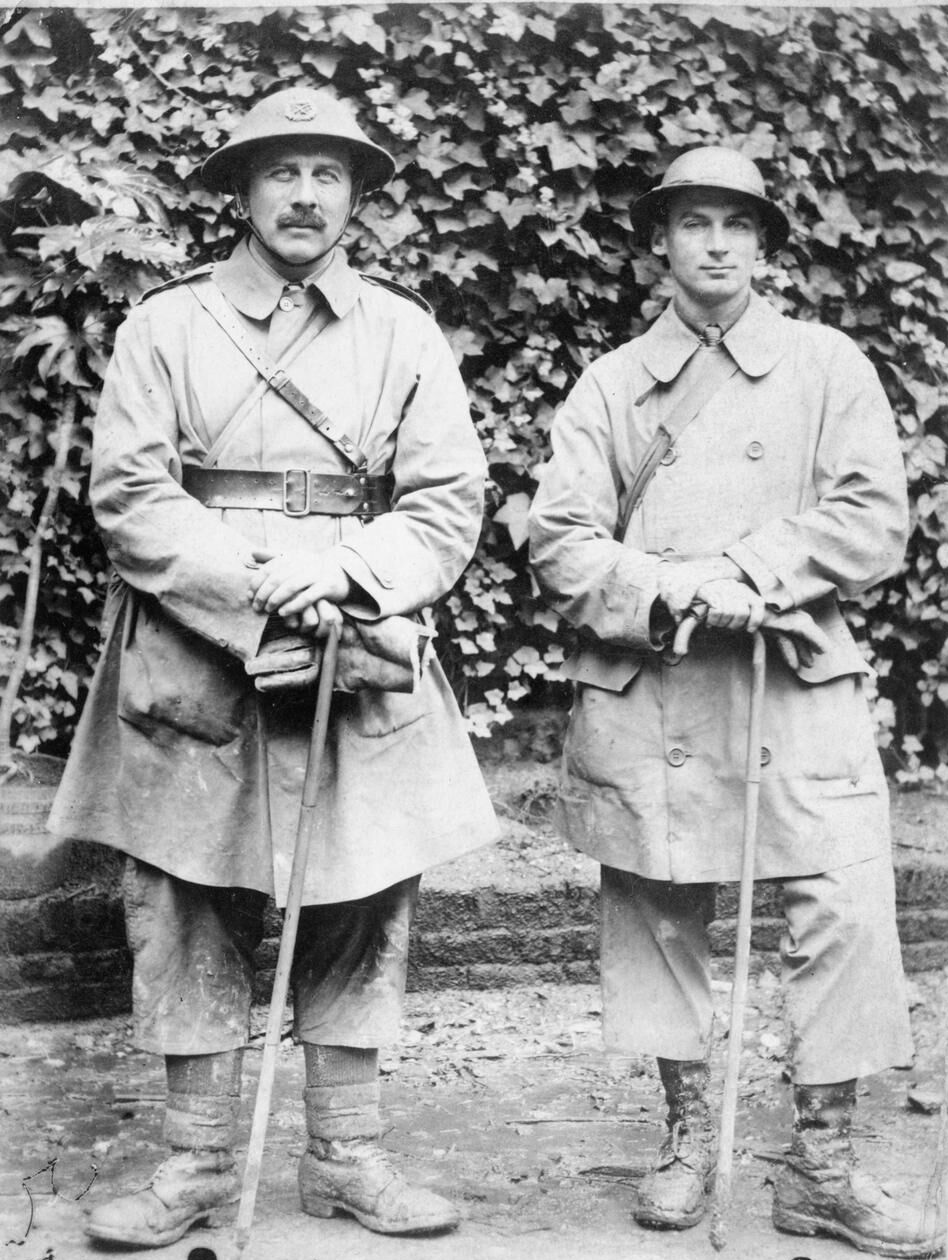
Капітан Б. Монтгомері з товаришем. Перша світова війна

13 жовтня 1914 року поблизу населеного пункту Метеран, неподалік від франко-бельгійського кордону, під час проведення контратаки, молодого офіцера двічі поранив ворожий снайпер; однією кулею він влучив у праву легеню, а другою уразив Монтгомері в коліно. Поранення було настільки важким, що йому вже викопали могилу, але Бернард Монтгомері вижив. У грудні Монтогомері нагородили орденом «За видатні заслуги». Після тривалого лікування в шпиталі в Англії, на початку 1915 року його призначили виконуючим обов'язки начальника штабу до 112-ї піхотної бригади, а згодом до 104-ї піхотної бригади в Ланкаширі, де він займався підготовкою резервів для регулярних військ на фронті.
На початку 1916 року Б. Монтгомері повернувся на Західний фронт і служив офіцером 33-ї піхотної дивізії в битві на Соммі. У квітні-травні 1917 року взяв участь у битві біля Аррасу. У липні того ж року призначений до штабу 9-го корпусу 2-ї армії генерала Г. Пламера. У  подальшому брав участь штабним офіцером у боях на Лисі, Шемі де Дамс. Війну Монтгомері закінчив офіцером Генерального штабу 1 рангу та виконував обов'язки начальника штабу 47-ї (2-ї Лондонської) піхотної дивізії з присвоєнням тимчасового звання підполковник.

### Інтербеллум

#### 1920-ти
Після завершення Великої війни, Бернард Монтгомері залишився на військовій службі, командував 17-м батальйоном Королівських фузилерів, який дислокувався у складі Британської армії на Рейні. У листопаді 1919 отримав військове звання капітан.
В Англії він поступив до Штабного коледжу в Камберлі, який закінчив у січні 1921 року й отримав призначення старшим офіцером штабу 17-ї піхотної бригади в ірландському графстві Корк. Тут Монтгомері довелось взяти участь у антипартизанських бойових діях проти ірландських повстанців у ході тамтешньої війни за незалежність.
У травні 1923 року Монтгомері переведений до 49-ї Вестрайдінгської піхотної дивізії Територіальної армії. 1925 він повернувся до рідного Королівського Ворвикширського полку командиром роти та в липні 1925 року став майором. З січня 1926 до січня 1929 проходив службу на посаді помічника асистента генерал-ад'ютанта Штабного коледжу в Камберлі, з присвоєнням тимчасового звання підполковник.
У 1927 році Бернард Монтгомері одружився з Елізабет Карвер, вдовою Освальда Карвера, олімпійського призера з академічного веслування Літніх Ігор 1908 року, який загинув під час Дарданельської операції в Першій світовій, та рідною сестрою майбутнього генерала сера Персі Гобарта. Вдова мала двох синів від першого шлюбу, а їхній син, Девід, народився у серпні 1928 року.
У 1937 році, коли Монтгомері був вже в чині бригадира, його родина відпочивала на курорті в Сомерсеті й Бетті укусила якась комаха. Від укусу розвинувся сепсис, ногу ампутували й незабаром вона померла. Втрата коханої дружини важко потрясла 50-річного Бернарда й після похорон Бетті він поринув з головою в роботу, повністю присвятивши себе військовій справі.

#### 1930-ти
У 1931 році Б. Монтомері призначений командиром рідного 1-го батальйону Королівського Ворикширського полку, і він продовжив службу в Палестині й Британській Індії. У червні 1934 йому присвоєне звання полковник і незабаром став військовим радником Штабного коледжу Індійської армії (сучасний Командно-штабний коледж армії Пакистану) у Кветті, Британська Індія.
У червні 1937 року по завершенні відрядження, він повернувся до Британії та прийняв під своє командування 9-ту піхотну бригади з одночасним присвоєнням тимчасового військового звання бригадир.
У 1938 році Монтгомері організував демонстраційні навчання з амфібійної висадки військ на морське узбережжя, чим приємно вразив командувача Південного командування генерала сера Арчибальда Вейвелла. 14 жовтня 1938 року Б. Монтгомері призначили командиром 8-ї піхотної дивізії, що дислокувалась у Палестині з присвоєнням звання генерал-майор. На цій посаді йому довелось взяти участь у придушенні Арабського повстання, а напередодні Другої світової війни, у липні 1939 року, він повернувся до Великої Британії командиром 3-ї Залізної піхотної дивізії.

### Друга світова війна

#### Західна Європа
На момент нападу Німеччини на Польщу та оголошення Великою Британією й Францією війни агресору, генерал-майор Б. Монтгомері командував 3-ю піхотною дивізією, яка у складі Британських експедиційних сил призначалась для перекидання до Франції. Дивізія була частково відмобілізована і, як не старався командир дивізії підготувати ввірене йому з'єднання до перекидання на континент, зробити це повною мірою, за його визнанням, не вдалося. Переправлявся він через Ла-Манш з гіркими передчуттями.
30 вересня 1939 року 3-тя дивізія висадилась у Франції й під командуванням Монтгомері захищала бельгійське місто Лувен. З початку широкомасштабного вторгнення вермахту з 10 травня 1940 року до Нижніх країн та Франції, дивізія оборонялася, поки не надійшов загальний наказ на відступ військ союзників. З'єднання Монтгомері відступали до річки Дейле, потім стались драматичні події у Дюнкерка, в районі якого 10 англійських, 18 французьких і 12 бельгійських дивізій були блоковані гітлерівцями і зазнали інтенсивних бомбардувань. Тоді понад 330 тисяч британців, французів і бельгійців вдалося евакуювати до Британії, але вся техніка була кинута напризволяще на південному березі протоки Па-де-Кале. Генерал Монтгомері під час тих подій, які багато істориків вважають ганебними, продемонстрував велику витримку і самовладання. Саме йому доручили командувати ар'єргардом союзних військ, що зазнали нищівної поразки і він залишав Дюнкерк одним з останніх.
Завдяки вмілому керівництву з'єднанням 3-тя дивізія вийшла з кривавої битви з мінімальними втратами й її командира призначили командувати II-м корпусом.
Після свого повернення до Англії, генерал Монтгомері накинувся на Воєнний офіс з критикою дії вищих воєначальників Британського експедиційного корпусу. Така поведінка неабияк дратувала керівництво британської армії, тому дуже скоро Б. Монгомері понизили у посаді та повернули командувати 3-ю дивізію знову. Не дивно, але немаловажний фактор, що його дивізія на той час були єдиною у всій Британській імперії повністю оснащеною та боєготовою; у той час, як більшість озброєння та техніки дісталась противнику.
Незабаром командиру 3-ї дивізії надійшов наказ на підготовку до вторгнення до Португальських Азорських островів. Монтгомері негайно ініціював роботу з оперативного планування вторгнення, підготували повномасштабний макет островів та розпочали підготовку штабів до проведення десантної операції. Однак, задум висадки на Азори був скасований та перенацілений на португальські острови Кабо-Верде. І цим планом не судилося реалізуватись, наступним планом, що опрацьовувався літом 1940 року були плани висадки морського десанту на Ірландію з метою захоплення Корка, Кова та прилеглих території. У липні того ж року, генерала призначили командувати 5-м корпусом Південного командування, який мав головним завданням оборону Гемпшира та Дорсета.

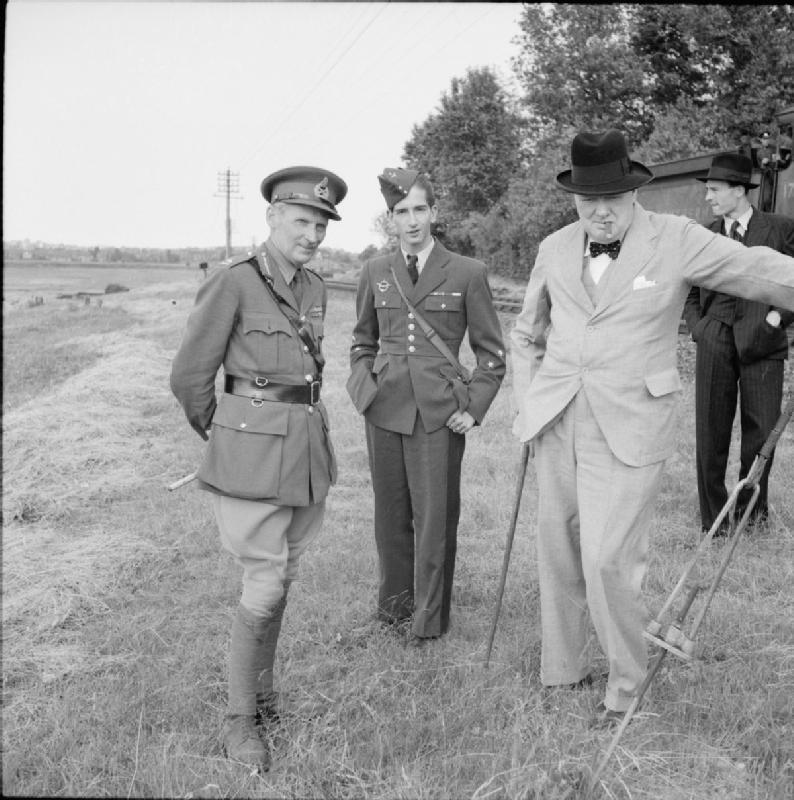
Генерал-лейтенант Б. Монтгомері, командир XII-го корпусу з прем'єр-міністром Великої Британії В. Черчиллем та королем Югославії Петром ІІ. 4 липня 1941

У квітні 1941 року генерал Монтгомері призначений командиром 12-го корпусу, відповідального за берегову оборону Кента. За час керівництва армійським корпусом його командир встановив жорсткий режим роботи підпорядкованих частин і з'єднань, невід'ємно пов'язаний із заходами оперативної та бойового підготовки військ, а також інтенсивних фізичних тренувань як солдатів, так і офіцерів. Він був дуже жорстоким по відношенню до офіцерів, які за рівнем своєї підготовки не відповідали на думку генерала критеріям бойового командира, особливо в умовах війни.
У грудні він став командувачем Південно-східного командування британської армії та ніс персональну відповідальність за оборону Кента, Сассекса і Суррея.

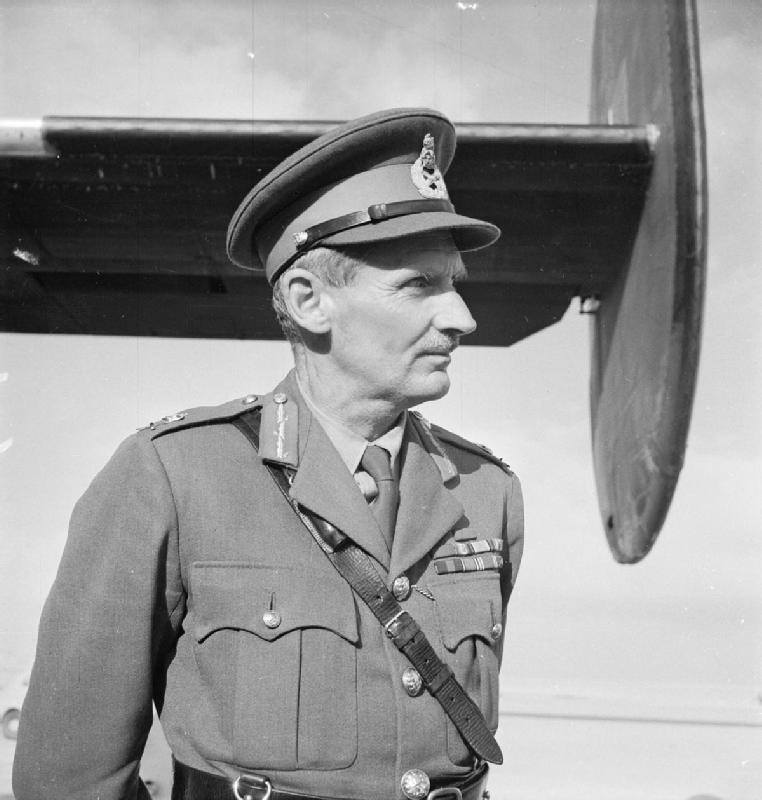
Генерал Б. Монтгомері невдовзі після прибуття до Каїра. Серпень 1942

#### Північна Африка
На початку серпня 1942 року прем'єр-міністр Великої Британії Вінстон Черчилль відвідав Близький Схід та на місці ознайомився з обстановкою, що склалась у наслідок розгрому британських військ на півночі Африки. За результатами інспекційної перевірки В. Черчилль відкликає ТВО командувача 8-ї армії генерала сера Клода Окінлека, який одночасно був головнокомандувачем Середньосхідного командування та паралельно керував 8-ю армією, а на місце командувача армії призначив Вільяма Готта. Проте, не встигнувши зайняти пост, 7 серпня 1942 року Вільям Готт загинув на борту транспортного літака «Бомбей», який був збитий німецькими винищувачами Me 109 з JG 27 при посадці на аеродромі в Каїрі. Головнокомандувачем Середньосхідного командування був призначений генерал Г. Александер.
13 серпня 1942 року Бернард Монтгомері був призначений командувачем британськими військами в Африці з волі випадку. Трагічна подія з генералом Готтом надала Монтгомері цей несподіваний шанс очолити оперативне об'єднання, яке вело боротьбу за виживання в пісках Північної Африки. Після загибелі генерала Готта начальник Імперського Генерального штабу фельдмаршал А. Брук переконав Черчилля, що найкращим кандидатом буде генерал Б. Монтгомері. Військовий теоретик та дослідник віце-маршал авіації Е. Кінгстон Макклорі на той час вважав, що Монтгомері прийняв під своє командування 8-му армію в момент, коли небезпека розгрому для неї вже минула. Очоливши 8-му армію, Б. Монтгомері, не гаючи часу, розгорнув велику активність: віддав наказ сформувати з усіх бронетанкових частин та з'єднань X корпус, а усі піхотні з'єднання передати до XXX армійського корпусу. Одночасно, він звернувся до генерала Г. Александера з проханням про підкріплення, запросивши 51-шу та 44-ту піхотні дивізії, які щойно прибули до Єгипту та мали посилювати британські позиції навколо дельти Ніла. Монтгомері перемістив свій КП до руїн античного міста Бург-аль-Араб ближче до лінії зіткнення щоб мати можливість швидше командувати та координувати зусилля своїх військ у боях.
На першій же нараді з офіцерами армії, генерал Б. Монтгомері віддав наказ на знищення планів відступу та висловився:

| «Я скасовую план відходу. Якщо нас атакуватимуть, відступу не буде. Якщо ми не зможемо залишитися тут живими, ми залишимося тут мертвими.»[13] Оригінальний текст (англ.) «I have cancelled the plan for withdrawal. If we are attacked, then there will be no retreat. If we cannot stay here alive, then we will stay here dead» |
Монтгомері постійно відвідував свої війська, й незабаром майже усі солдати особисто знали свого командувача в обличчя. Коли 17 серпня Александер із Бруком інспектували частини армії вони були вражені атмосферою, яка панувала серед військовиків з приходом Монтгомері.
З 30 серпня по 5 вересня 1942 року на південь від Ель-Аламейн у районі Алам-ель-Халфі між військами 8-ї британської армії генерала Б. Монтгомері та Німецько-італійською танковою армією генерал-фельдмаршала Е. Роммеля відбулась перша битва, в якій Монтгомері переміг свого опонента. Спроба німецького командувача прорватись крізь лівий фланг спочатку була великонадійною, проте в затятій сутичці британці встояли та відбили німців, які змушені були відступати через мінні поля противника, уникаючи оточення. Пізніше дії генерала Б. Монтгомері зазнали критики через те, що він не влаштував контратаку та остаточно не розгромив ворога, але командувач 8-ї армії знав, що його війська ледве готові діяти в обороні й поки що занадто рано організовувати контрнаступальні дії тим складом, та з таким рівнем підготовки, що вони мали.

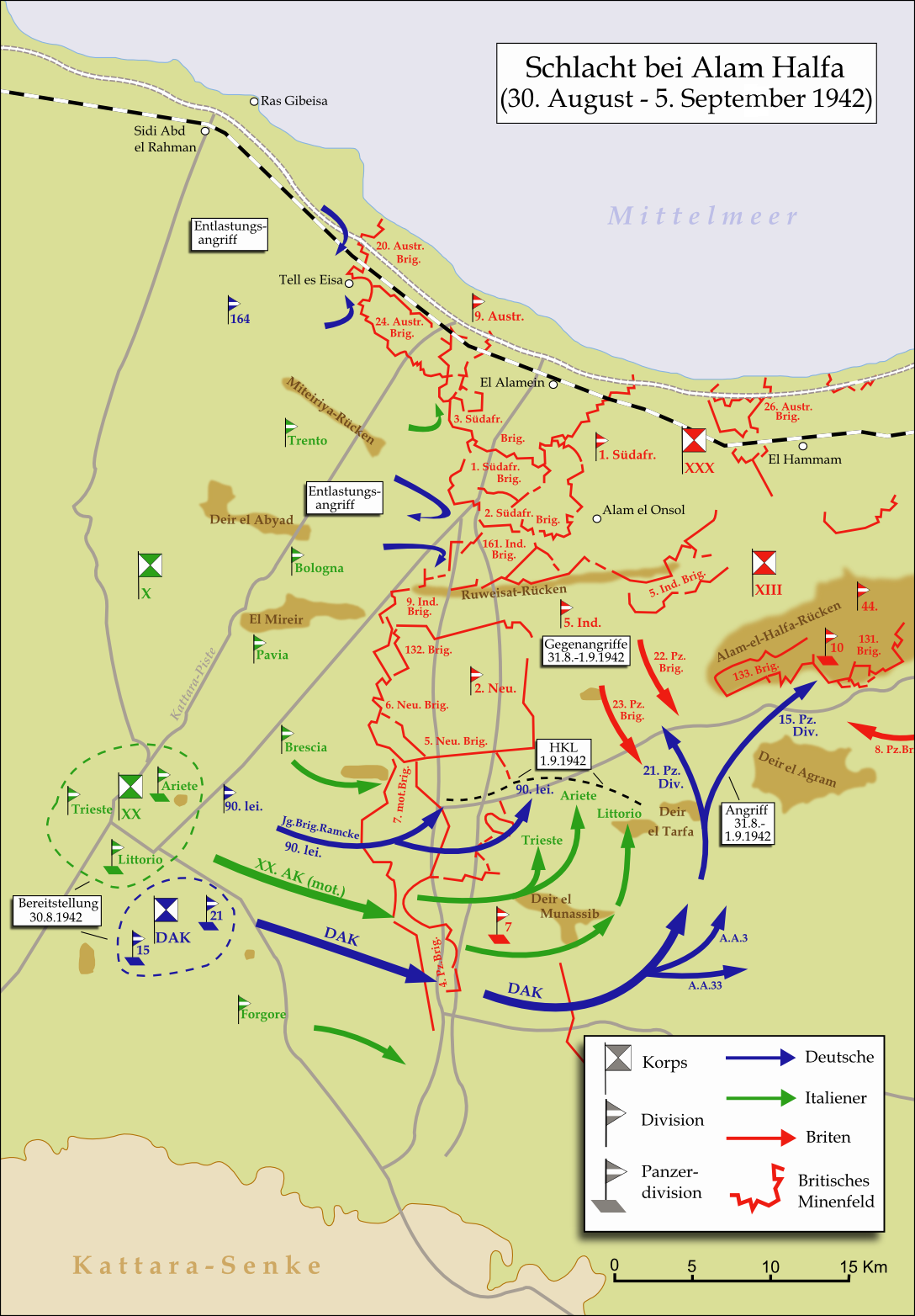
Карта битви при Алам-ель-Халфі. 1942

Зірвавши плани Е. Роммеля на подальший наступ на Єгипет, Б. Монтгомері продовжив методичну підготовку свого об'єднання до рішучих дій і зосередився на укріпленні своїх позицій та нарощуванні бойового потенціалу. Британські війська інтенсивно займались бойовою підготовкою, роблячи наголос на дії в нічний час та тренуючись долати мінні поля. Одночасно у частини надійшли 252 нових американських танки «Шерман», 90 самохідних установок M7 «Пріест», зростала кількість артилерійських систем та автомобільної техніки. Наприкінці жовтня 8-ма армія нараховувала 231 000 осіб і Б. Монтгомері доповів, що готовий до рішучих наступальних дій.
23 жовтня 1942 року з масштабної артилерійської підготовки, до якої залучалось 1000 гармат, розпочалась друга битва за Ель-Аламейн і у ході протистояння, що тривало до 11 листопада, військам Роммеля вперше за усю Північно-Африканську кампанію у Другій світовій війні була завдана серйозна поразка, яка ознаменувала крах подальших планів гітлерівського командування з окупації Єгипту та намірів вторгнення до Близького Сходу. Перемога Монтгомері під Ель-Аламейом стала однією з перших та найвирішальніших битв у військовій історії Великої Британії та країн Співдружності в роки Другої світової війни. Однак, остаточний розгром німецько-італійської армії був затьмарений тим, що британці не змогли через потужну бурю продовжити переслідування військ фельдмаршала Е. Роммеля. Як оповідали самовидці, Монтгомері стояв перед офіцерами свого штабу та зі сльозами на очах віддав наказ про припинення переслідування противника. Разом з цим, ефект цієї битви був приголомшливий: у полон були захоплені 30 000 вояків противника, у тому числі командира корпусу «Африка» генерала танкових військ В. фон Тома і ще вісім генералів. Е. Роммель, який був у шпиталі на початок битви, змушений був похапки повернутись до північної Африки, ситуацію погіршило те, що його заступник генерал Г. Штумме 25 жовтня помер від серцевого нападу.
12 листопада британська армія відбила у німців Тобрук. Наступ військ Монтгомері спричинив втрату половини зі 100 000 армії Роммеля, які загинули, були поранені або потрапили в полон. Також вони втратили 450 танків та близько 1000 гармат і мінометів. Британські, австралійські, новозеландські та інші війська здобули перемогу ціною втрати 13 500 вояків та 500 танків (з яких 350 було незабаром відновлено).
Прем'єр-міністр Великої Британії В. Черчилль був переконаний тим, що битва за Ель-Аламейн стала поворотним моментом у війні та віддав розпорядження з цього приводу бити у всі дзвони по всій країні. Як він сказав пізніше: «До Ель-Аламейна ми не мали перемог, після Ель-Аламейну ми вже ніколи не мали поразки».

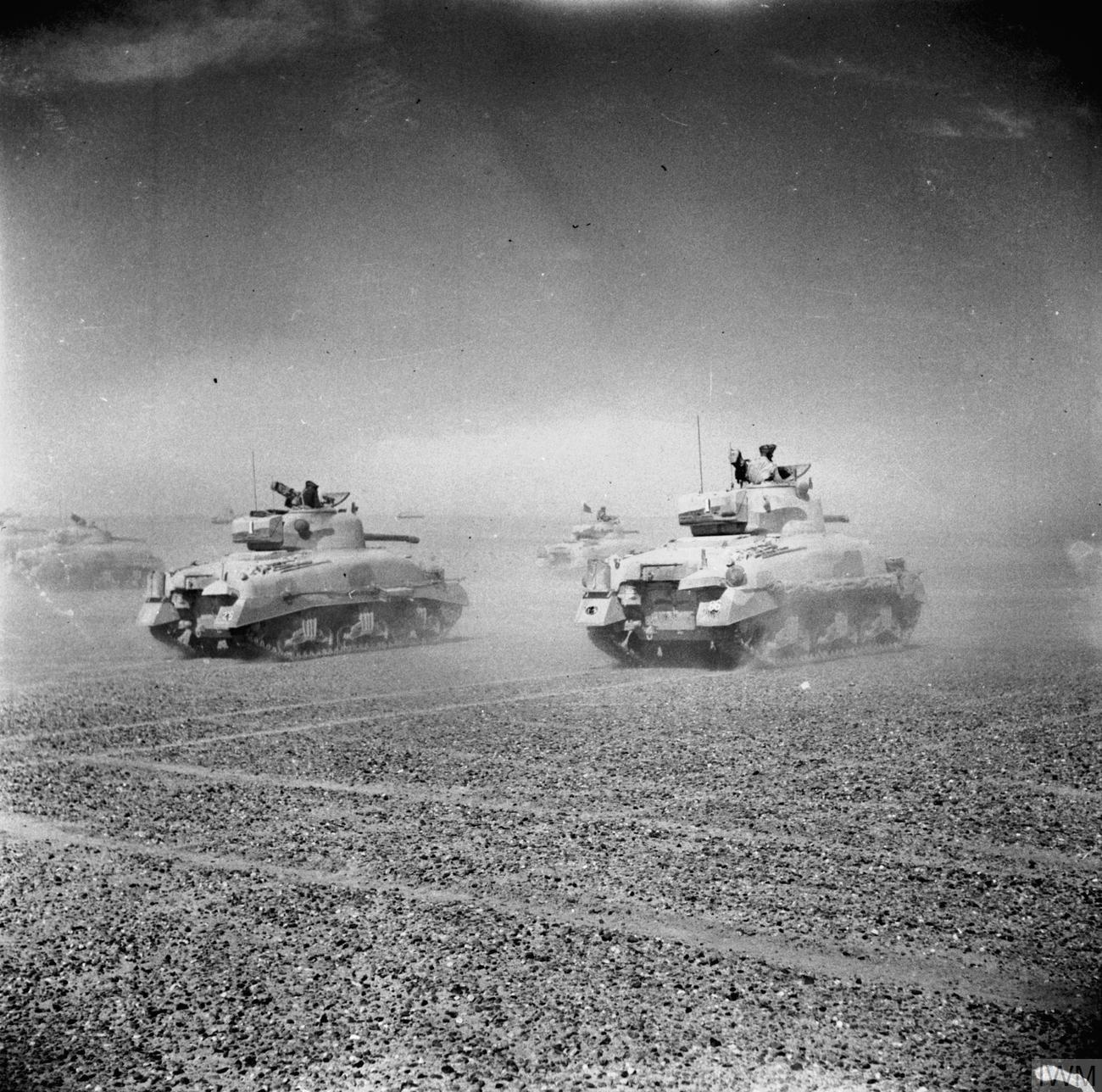
Танки «Шерман» 8-ї британської армії в другій битві за Ель-Аламейн. 1942

Тим часом, союзники продовжували втілювати свої стратегічні плани на півночі Африки. 8 листопада у Французький Північній Африці разом з іншими військами союзників висадилась 1-ша британська армія генерала К. Андерсона. Е. Роммель, активно ведучи ар'єргардні бої, відступав до Тунісу, де мав намір перейти до оборони, користуючись старими фортифікаційними рубежами, побудованими ще за часів французів на лінії Марета. З листопада 1942 до березня 1943 року 8-ма армія Б. Монтгомері наполегливо переслідувала ворога, завдаючи йому максимум уражень. Німецькі сапери тим часом влаштували на рубежі лінії Марет оборонні позиції завдовжки більше ніж 100 км, з бункерами, фортифікаційними спорудами, пастками, посиленими 100 000 протитанкових та 70 000 протипіхотних мін, колючим дротом тощо.
У березні 1943 року армія Б. Монтгомері вийшла на лівійсько-туніський кордон, де британський генерал вирішив провести перегрупування сил та підготувати свої війська до прориву укріпленої лінії противника. 6 березня 1943 року війська Осі, перейменовані на 1-шу італійську армію, на чолі з генералом Д. Мессе здійснили спробу провести випереджувальний наступ на союзні війська та розпочали операцію «Капрі» — наймасштабніший танковий наступ в Африці. Масована атака італійсько-німецьких військ була вміло відбита з великими втратами для них. Після відходу до лінії Марет, німецькі та італійські частини намагались міцно закріпитись на підготовлених позиціях.
16 березня британські війська розпочали масовану атаку німецько-італійських позицій на лінії Марет. Операція «Пьюджіліст» попри певному успіху в прориві оборони противника не досягла визначеного завдання, через контратаку 15-ї німецької танкової дивізії, яка закрила пролом у німецько-італійської обороні. Монтгомері довелось маневром 10-го корпусу під командуванням генерала Б. Хоррокса обійти позиції ворога та створити загрозу його оточення. У наслідок затятих боїв врешті-решт війська Осі були змушені відступити зі своїх рубежів, з того часу бойові дії в Тунісі отримали характер боротьби на виснаження.
Після того, як 12 травня 1943 англійські війська на півночі Африки з'єдналися з американськими, які наступали із заходу, за Бернардом Монтгомері утвердилася слава «непереможного генерала».
Для усіх британців Б. Монтгомері став офіцером, який переміг Е. Роммеля, який вселяв благоговійний страх. Популярність британського генерала зростала не лише за рахунок його перемог на полі бою, а й за його вміння завойовувати чоловічі серця. Він постійно перебував серед солдатів, спілкуючись з ними у будь-якій можливості. Під час одного зі своїх візитів у танкову частину, один танкіст подарував Монтгомері чорний берет Королівського танкового полку; і скоро цей головний убір став невід'ємною частиною образу іменитого британського фельдмаршала.

#### Італія
Наступним стратегічним планом союзних військ в Африці була висадка великого морського десанту на італійський острів Сицилія — операція «Хаскі». Між лідерами союзних держав поступово наростала напруга. Б. Монтгомері безапеляційно критикував план вторгнення, вже схвалений Верховним головнокомандувачем союзних військ у Середземномор'ї генералом Д. Ейзенхауером, командувачем 15-ї групи армій британським генералом Г. Александером, називаючи його неефективним та таким, що призведе до розпорошення сил союзників. Між командувачем американської 7-ї армії генералом Д. Паттоном з його командиром 2-го корпусу генералом О. Бредлі виникли великі чвари, американці відкрито не злюбили нахабного та пихатого на їхню думку англійця.

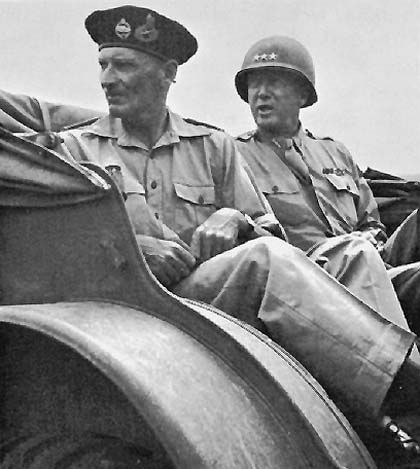
Генерали Б. Монтгомері й Д. Паттон у Сицилії. Липень 1943

Після довгих суперечок та уточнень, загальний план операції «Хаскі» був затверджений і сторони приступили до його підготовки. Загальне керівництво висадкою покладалось на генерала Д. Ейзенхауера, наземним компонентом (15-ю групою армій) керував британський генерал Г. Александер. Висадку здійснювали два ударні угруповання: 8-ма армія Б. Монтгомері та 7-ма армія Д. Паттона. Командувач британським Середземноморським флотом адмірал флоту Е. Каннінгем відповідав за дії морської компоненти, а головний маршал авіації А. Теддер — за підтримку висадки союзного десанту з повітря.

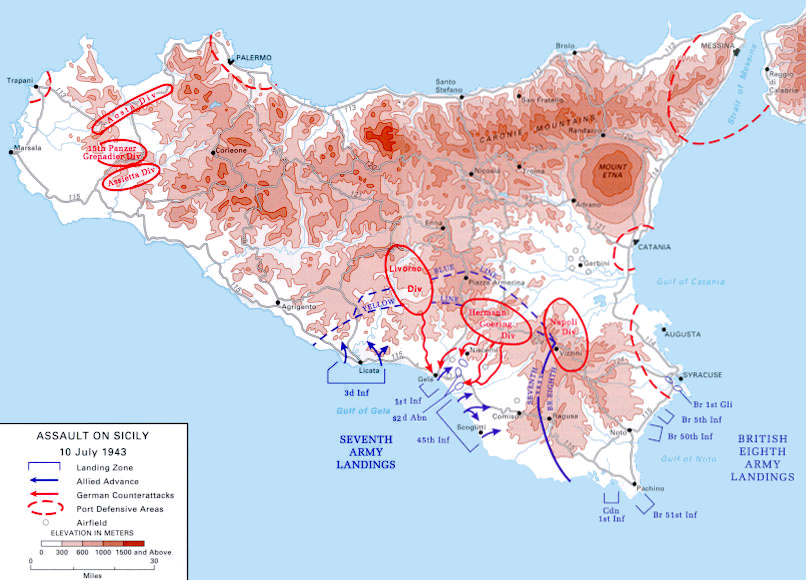
Карта висадки морського десанту на Сицилію. 1943

10 липня 1943 року, 8-ма британська армія висадилась одночасно на п'яти плацдармах на південно-східному краю Сицилії, водночас американська 7-ма Д. Паттона висадилась західніше. Союзники зустріли незначний опір противника та швидко опанували Джелу, Лікату, Сиракузу і Вітторію. Наступними днями англо-американські війська визволили Палаццоло-Акреїде, Аугусту, Віццині та Нішемі. Закріпившись на досягнутих рубежах, союзники продовжили наступ вглиб острову: генерал Д. Паттон просувався на захід, корпус генерала О. Бредлі наступав на північ.
Однак, наступальні дії британців наштовхнулись на запеклий опір німецьких підрозділів генерал-фельдмаршала А. Кессельрінга. Союзні війська здійснили спробу висадити декілька амфібійних десантів у тилу німецьких військ, але ті, вміло маневруючи та ухиляючись від відкритих зіткнень, змогли організовано відступити та відвести більшу частину своїх сил (40 000 німецьких та 60 000 італійських військових, а також 10 000 німецьких автомобілів і 47 танків) через Мессінську протоку до континентальної Італії.
17 серпня 1943 року американські війська генерала Д. Паттон увійшли до Мессіни. Опанування Сицилією зіграло виключну роль у балансі сил на Середземному морі. З цього часу союзні транспортні шляхи в регіоні стали набагато безпечнішими.
Вже 3 вересня британські формування Б. Монтгомері висадились на континент у ході операції «Бейтаун» — морської десантної операції, що проводилася під час висадки в Італії військ союзників з метою опанування міста Реджо-Калабрія на південному узбережжі континентальної Італії. Одночасно британська 1-ша парашутна дивізія висадилась у Таранто і в цілому спротив противника був номінальний, втрати від проведення операції були незначні. Разом з цим через шість днів 6-й корпус 5-ї американської армії під командуванням генерал-лейтенанта Марка Кларка висадився в Салерно й наразився на організований затятий опір німецьких військ, зазнаючи великих втрат у живій силі та техніці. Аж до 20 вересня американці страждали від потужних артилерійських обстрілів на відкритих пляжах Салерно, не маючи достатньо укрить для особового складу.

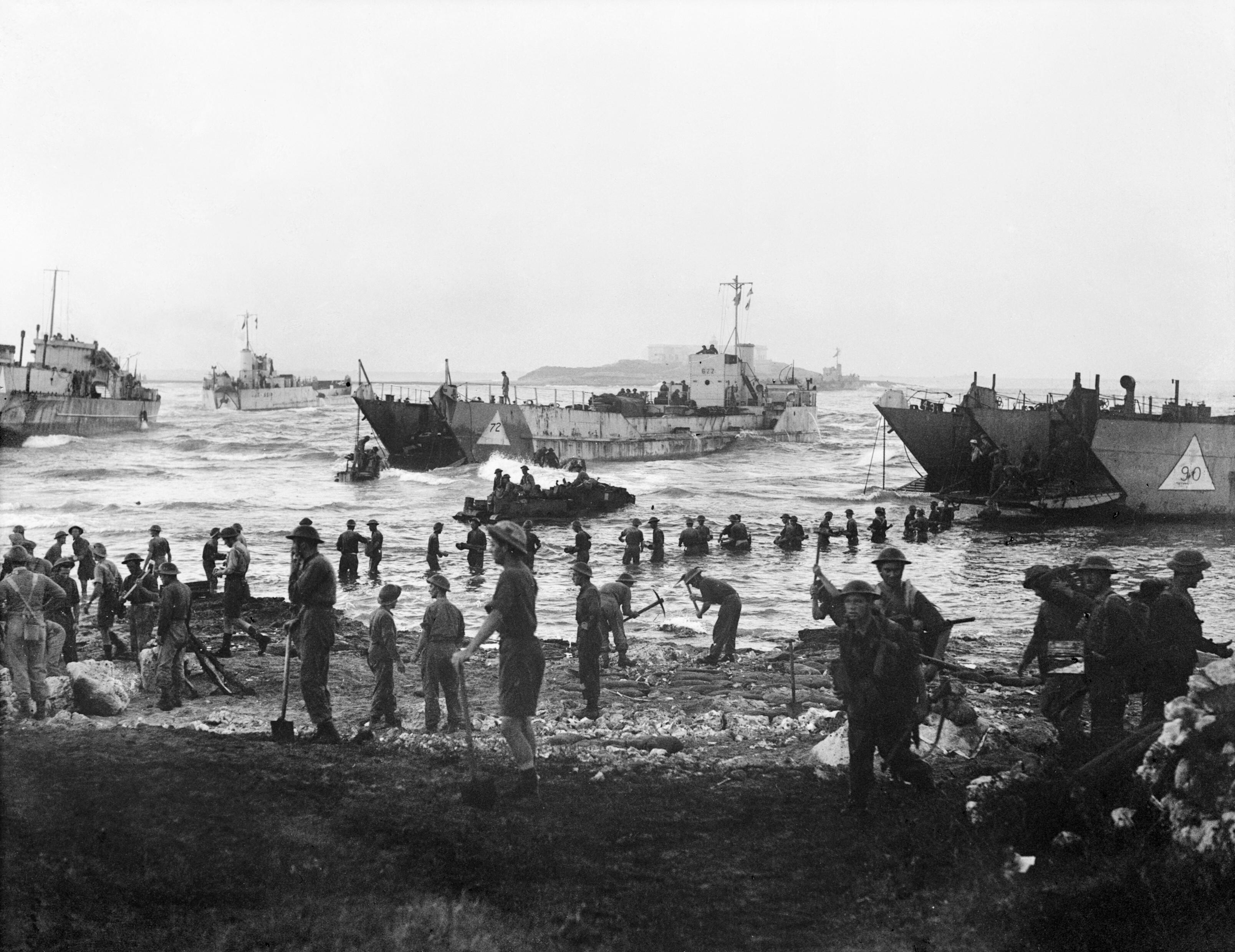
Підрозділи 51-ї Гірської піхотної дивізії висаджуються на сицилійський берег. Сицилійська операція. 1943

Поступово бої на півдні Італії ставали все більше затятими та кровопролитними. Попри капітуляції Італії та її армії, німецькі війська влаштували серйозний опір англо-американським силам, просування вглиб півострову на Рим наразилось на дотепний спротив, за кожний населений пункт або важливий об'єкт доводилось платити значну ціну. Наступ союзних військ поступово стопорився. Тільки 1 жовтня війська 5-ї армії опанували столицю Італії, а 8-ма армія захопила Фоджу.
У грудні 1943 року Монтгомері був призначений командувачем 21-ї групи армій, під його проводом перебували усі наземні сили союзних армій, що готувалися до вторгнення в Європу. Британський генерал вважав, що він краще підготовлений ніж американський генерал Д. Ейзенхауер для того, щоб очолити усі сили в операції «Оверлорд». Однак, попри цьому, американська сторона дала чітку відповідь, що більшість особового складу, озброєння, техніки, матеріалів та іншого майна належать США, тому й Верховний головнокомандувач буде американським генералом; В. Черчилль не зміг вплинути на це рішення. Більш того, і Черчилль і Ейзенхауер вважали кандидатуру Б. Монтгомері занадто суперечливою для організації плідної та ефективної роботи за досвідом минулих кампаній та битв, і пропонували генерала Г. Александера.

#### Нормандія
Після довгих спорів та міркувань союзники погодились зі стратегією Б. Монтгомері, який наполягав на тому, що ключовим об'єктом у битві в Нормандії буде місто Кан. Британський генерал пропонував скористатись тим, що британські та канадські війська утворять на цій ділянці фронту міцний плацдарм та не дадуть можливості німецьким військам прорватись далі до головних сил союзних військ. Веденням відносно статичної оборони його війська нададуть можливість американцям просуватись далі на захід на півострів Котантен і південніше в Бретань, поступово утворюючи так звану клішню для охоплення основних сил вермахту в центрі Франції.

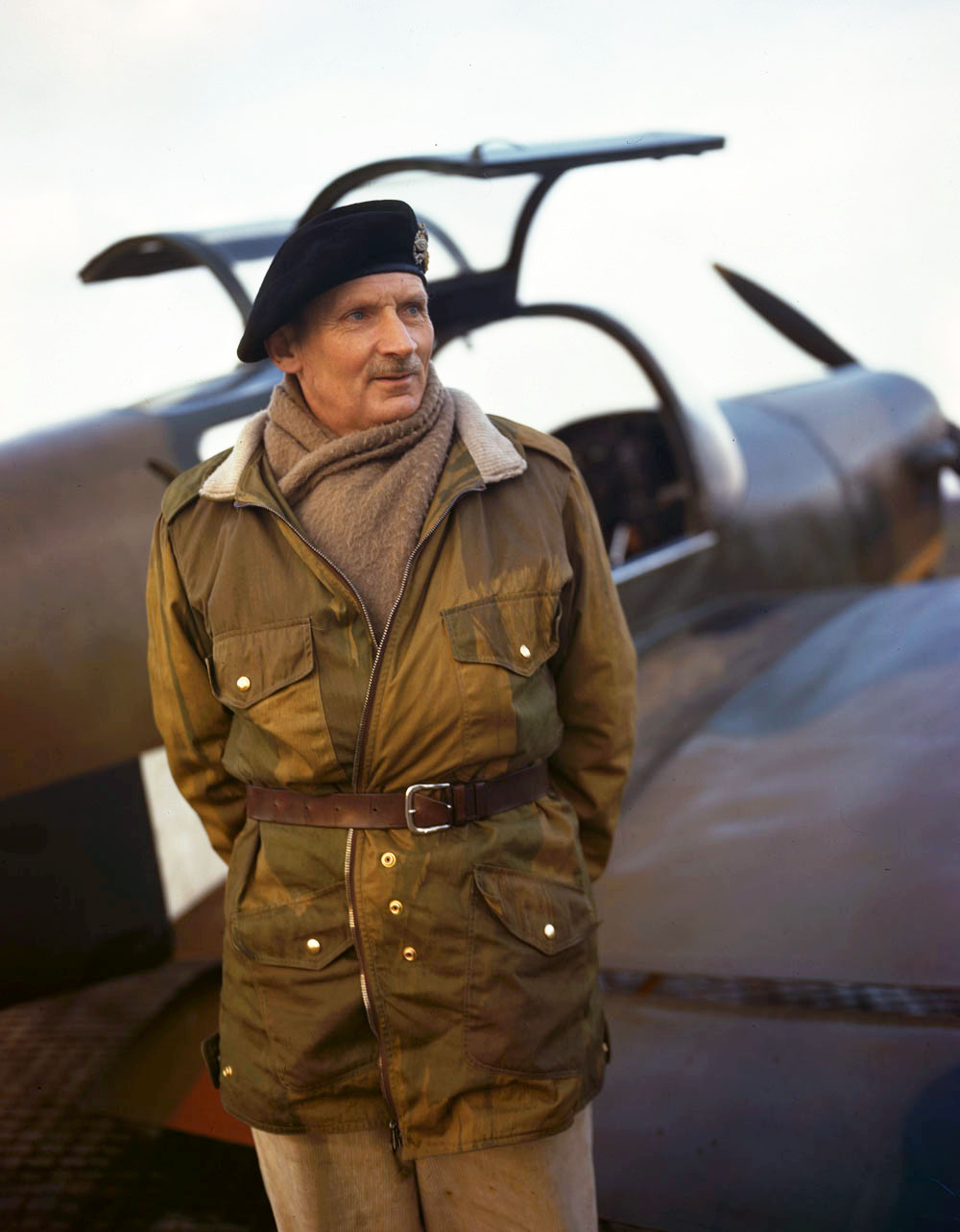
Б. Монтгомері на фоні свого літака зв'язку «Мессенджер»

6 червня 1944 року відбулась наймасштабніша висадка морського та повітряного десантів в історії воєн. Союзники висадили 156 000 солдатів на узбережжя Нормандії в два основні етапи. Перший етап складався з повітрянодесантної операції з десантування 24 000 британських, американських, канадських та французьких парашутистів невдовзі після опівночі. Другий етап включав морську десантну операцію, яка розпочалася о 6:30 ранку. Водночас з висадкою морського десанту провадилася низка дезінформаційних операцій під кодовими назвами «Гліммер» та «Таксабл». Монтгомері мав намір опанувати стратегічно важливе місто Кан негайно після висадки або протягом найближчих двох днів. З цієї метою він завдав удару силами 3-ї, 51-ї британських та 3-ї канадської піхотних дивізій, намагаючись з ходу оволодіти містом. Проте, німці завдали контрудар 21-ю та 12-ю СС танковими дивізіями й зірвали замисел британського фельдмаршала. Біля Кану зіткнулись війська затятих ворогів — Монтгомері та Роммеля. Не гаючи часу, гітлерівці підтягнули до місця боїв ще елітні танкові дивізії — 2-гу, а також есесівські 1-шу «Лейбштандарт Адольф Гітлер» й 2-гу «Дас Райх».
Врешті-решт уся вирішальна доля Нормандської операції зосередилась у районі міста Кан. Командування вермахту намагалось прорубати клин в обороні британських військ та прорватись до їхніх плацдармів і змести тили противника потужним ударом. Водночас, Б. Монтгомері за будь-яку ціну старався утриматись на хистких рубежах поблизу міста та не допустити замисленого гітлерівцями контрудару. В битву втягувалось усі більше сил.
12 червня 1944 року британці здійснили спробу прорвати німецькі позиції дивізії «Лер» ударом 7-ї бронетанкової дивізії, проте спільними діями навчальної та 2-ї танкових дивізій німці зірвали британський задум на прорив. Наступного дня у швидкоплинному бою поблизу населеного пункту Вілле-Бокаж стався танковий бій між танковими підрозділами Ваффен-СС зі складу 101-го важкого танкового батальйону СС 1-ї танкової дивізії Лейбштандарте-СС «Адольф Гітлер» та британської 7-ї бронетанкової дивізії при спробі її прорватись вглиб території Франції. За п'ять хвилин бою від вогню 5 німецьких «Тигрів» СС-оберштурмфюрера М. Вітмана британці втратили 20 танків «Кромвель».

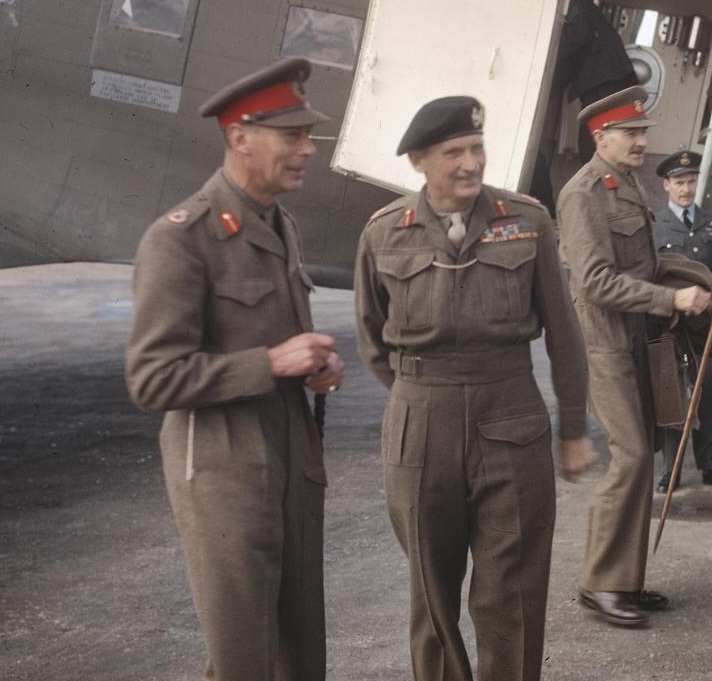
Король Об'єднаного королівства Георг VI з командувачем 21-ї групи армій фельдмаршалом Б. Монтгомері. Голландія. 12 жовтня 1944

Незважаючи на ці втрати, генерал Б. Монтгомері вважав, що в цілому операція розвивається за планом. Союзники неухильно нарощують свої сили на французькій землі, у той час, як німці їх втрачають. Разом з цим, Верховне командування висловлювало своє незадоволення повільним просуванням британських військ вперед. Так, головний маршал авіації А. Теддер скаржився, що британська авіація не може переміститись на континент, доки війська Монтгомері не захоплять відповідні аеродроми та не забезпечать їм надійний захист від можливого прориву німецьких танкових військ. 13 червня німці завдали першого ракетного удару по Лондону ракетами Фау-1, й це ще більше вплинуло на політичний тиск з боку керівництва, прискорюючи наступ союзників на лівому фланзі зони висадки, там, де бились британці.
18 червня Монтгомері віддав наказ О. Бредлі на штурм Шербура, водночас британські війська отримали наказ опанувати Кан до 23 числа. У ході операції «Епсом», яка мала за мету оточення німецьких сил у місті, британський VIII-й корпус генерала Р. О'Коннора мусив прорватися в стик між німецькими танковими дивізіями «Лер» та 12-ї «Гітлерюгенд» і опанувати стратегічно важливу висоту 112. Попри доброму початку битви, вміло організована оборона німецьких військ зірвала замисел англо-канадських військ і союзники були змушені зупинитись, просунувшись лише на глибину 8 км. Уся операція «Оверлорд» опинилась під зривом. За планами союзників британці на кінець червня мали опанувати Ренн, Алансон і Сен-Мало. Обстановка розжарювалась, усі сторони стягували все більше й більше сил до цього сектора війни.
Британські та канадські військ здійснили ще декілька спроб прорвати оборону німців, але усе марно. І тоді генерал Б. Монтгомері виступи з так званим майстерним планом — відтягнути та зв'язати боями якомога більше німецьких військ під Каном, а тим часом, американці зможуть здійснити глибокий прорив значно західніше цього міста й по великій дузі обійти основне угруповання військ вермахту.

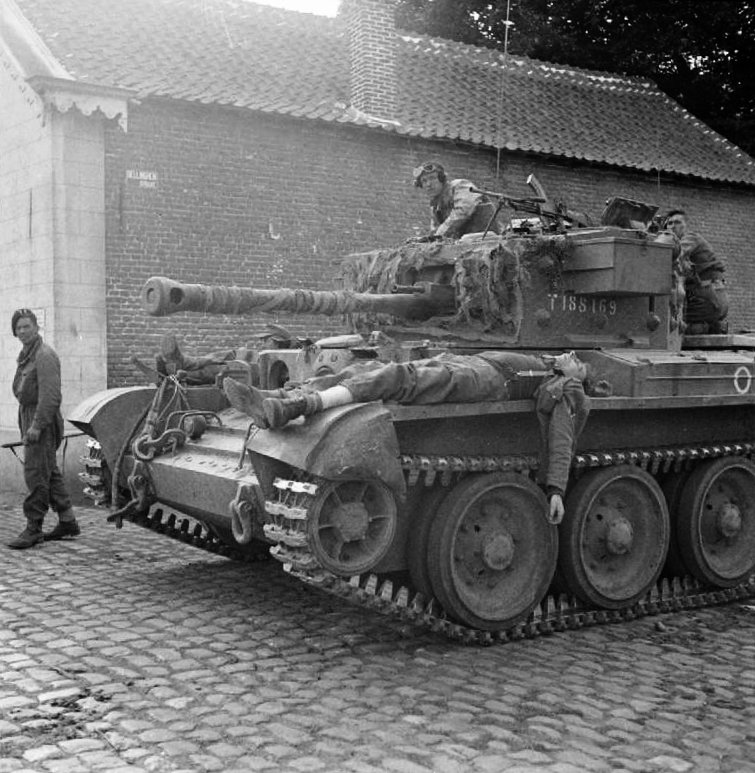
Британські танкісти на танку «Кромвель» перевозять поранених німецьких солдатів до шпиталю. Бельгія. 3 вересня 1944

26 липня 1944 року американські війська 1-ї армії генерала О. Бредлі розпочали операцію «Кобра», що у поєднанні з відволікаючою операцією «Гудвуд» — наступу британського 8-го корпусу, за підтримки I корпусу, атакував на східному фланзі та канадського 2-го корпусу, що діяв за планом операції «Атлантик» на західному фланзі навколо Кану, дозволило широким маневром охопити майже усі німецькі війська на вузькому просторі поблизу Фалеза.
Успіх американців був оплачений великими жертвами британських та канадських солдатів, що відтягували головні сили нацистів на себе, шляхом ведення активних наступальних дій під Каном. Втрати союзників були величезні й незабаром постало питання про зняття генерала Б. Монтгомері з посади командувача 21-ї групи військ. Особисто В. Черчилль та Д. Ейзенхауер прибули на співбесіду з ним, ніяких документів про те, що обговорювалось не залишилось, але «Монті» залишився на своєї посаді.
Завдавши нищівної поразки німцям у Фалезькому котлі, союзники вміло скористалися своїм стратегічним успіхом і незабаром, за декілька тижнів майже уся Франція була визволена від німецьких окупантів. 19 серпня 1944 року розпочалось звільнення Парижа, а 30 серпня останній німецький солдат відступив за Сену. Операція «Оверлорд» закінчилася повним тріумфом союзників.

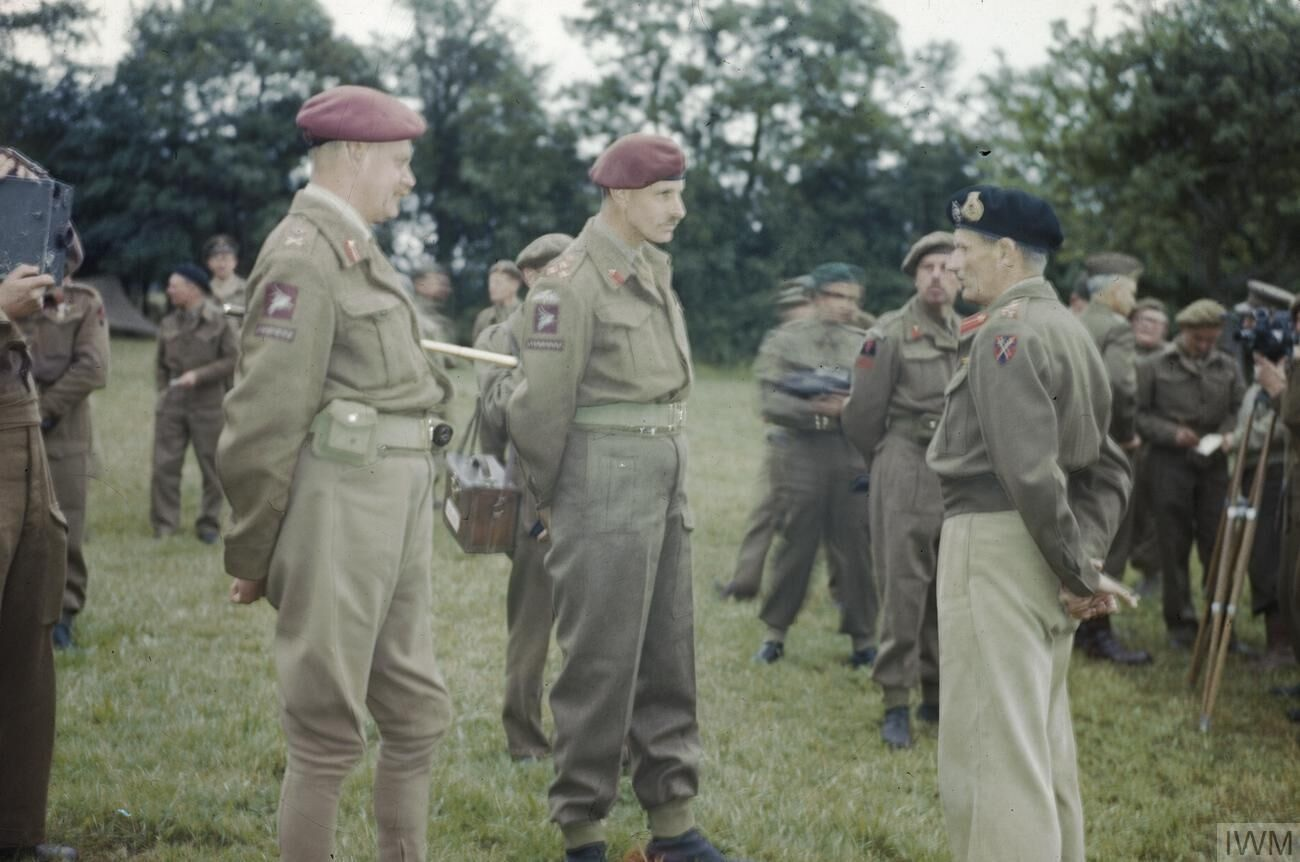
Командувач 21-ї групи армій фельдмаршал Б. Монтгомері разом з британськими генералами Гамфрі Гейлом та Найджелом Поеттом у Нормандії. 13 липня 1944

#### Рух до Рейна
1 вересня 1944 року Д. Ейзенхауер перейняв на себе усі повноваження командувача сухопутними військами союзників і одночасно залишався Верховним головнокомандувачем союзних військ в Європі. Відповідно Б. Монтгомері, хоча й залишався командувачем 21-ї групи армій, до складу якої входили британські та канадські частини, з кривдою ставився до такого перерозподілу обов'язків, вважаючи себе достойнішим ніж інші американські генерали буди справжнім лідером визволення Західної Європи. Однак, значна більшість особового складу з 2,2 млн. солдатів союзників належала американцям (у співвідношенні як 3:1), тому з огляду на думку американського народу залишати Б. Монтгомері керівником було неможливим. Як сказав один журналіст:
| «Політики не могли дозволити йому продовжувати віддавати накази американським арміям, тому що, на його погляд, він був попросту кращим за їхніх власних генералів.»[17] Оригінальний текст (англ.) «Politics would not allow him to carry on giving orders to great armies of Americans simply because, in his view, he was better than their generals» |
Для того щоб трохи зм'якшити гіркоту образи, В. Черчилль присвоїв Б. Монтгомері звання фельдмаршала Британської імперії.
Тим часом, англо-американські армії продовжували наступ, визволяючи усе більше земель західних країн. 1 вересня 11-та бронетанкова дивізія опанувала місто Ам'єн, де полонила командувача німецької 7-ї армії генерала танкових військ Г. Ебербаха, а вже 4 вересня передові підрозділи дивізії з ходу увірвалась у третій за величиною морський порт Європи Антверпен, який був остаточно звільнений британською армією генерала Б. Хоррокса. Стратегічно важливий для обох сторін порт був спроможний приймати океанські судна та великі кораблі, й був захоплений практично без ушкоджень. Союзники просувались далі, намагаючись на плечах дезорієнтованих та послаблених німецьких формувань увірватись до Нижніх країн та, в подальшому на північ Німеччини.
Німецьке командування, усвідомлюючи важливість цього регіону, віддало наказ на перекидання 15-ї армії з району Па-де-Кале на північ, де перейти до оборони дельти Шельди, основного транспортного коридору, через який проходили усі потоки вантажів до порту Антверпен. Командувач 15-ї польової армії генерал від інфантерії Г. фон Цанген мав намір стійким утриманням рубежів та позицій на водних перешкодах не дати союзникам можливості скористатись потужності Антверпенського порту.
Завдяки перехопленням «Ультри», командувач генерал Б. Монтгомері знав про цей задум і сподівався своїми активними протидіями зірвати замислене противником. Усе союзне вище керівництво чітко усвідомлювало, що володіння Антверпеном не вирішує колосальну логістичну проблему, поки не будуть знищені ворожі сили, що укріпились по берегах річок та каналів, як в естуарії Шельди, так і на інших водних перешкодах у Бельгії та Голландії. Кораблі Королівського флоту не могли відповідно проводити зачищення рейдів та водних шляхів, доки не буде усунута загроза присутності німецьких військ. Про це нагадав Монтгомері адмірал Б. Рамсей.
Решта морських портів на західному узбережжі Європи була важлива для союзників, проте, жоден з них не міг порівнятись з Антверпеном. Так, для опанування Гавра британський I-й корпус генерала Дж. Крокера виділів дві піхотні дивізії, дві бронетанкові бригади, більшість артилерії 2-ї армії й усю спеціалізовану 79-ту бронетанкову дивізію з її «іграшками Гобарта». З моря ударне угруповання підтримували лінійний корабель «Ворспайт», монітор «Еребус» та декілька інших кораблів. 10 вересня 1944 року, напередодні початку операції «Астонія», британське бомбардувальне командування скинуло на морський порт та місто Гавр 4719 тонн авіаційних бомб. Британці заплатили велику ціну, але на кону була стратегічно важлива ціль — великий морський порт, близько розташований до лінії фронту для забезпечення логістичних питань.
Фельдмаршал Б. Монтгомері наказав канадського командувачу 1-ї канадської армії генералу Г. Крірару за будь-яку ціну опанувати навколишні порти поздовж узбережжя: Кале, Булонь та Дюнкерк, а також максимально вивільнити від німців Шельду, на що канадський воєначальник відповів, що це завдання виконати неможливо через відсутність достатньої кількості сил та засобів на її виконання. На прохання Крірара надати в посилення 12-й британський корпус командувач відповів відмовою, оперуючи це тим, що корпус потрібний для операції «Маркет-Гарден».

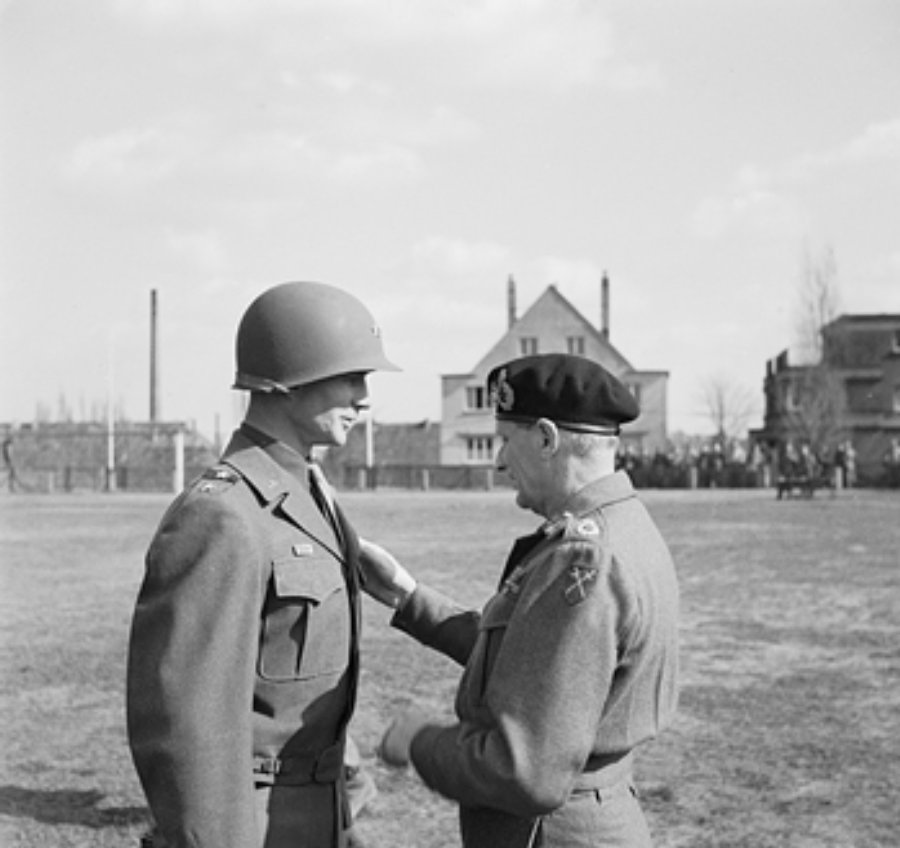
Фельдмаршал Б. Монтгомері нагороджує американського командира 82-ї дивізії генерал-майора Дж. Гейвіна орденом «За видатні заслуги». Менхенгладбах. 21 березня 1945

#### Операція «Маркет-Гарден»
17—25 вересня 1944 року під проводом фельдмаршала Б. Монтгомері проводилась одна з найризикованіших та амбітніших військових операцій в історії Другої світової війни. З метою широкого маневру та обходу лінії Зігфрида з флангу, форсування Рейну та зосередження ударного угруповання англо-канадських військ поблизу Арнему з подальшими планами вторгнення у північну Німеччину, Монтгомері силами 21-ї групи армій підготував та провів масштабну висадку повітряного десанту з 35 000 десантників трьох повітрянодесантних дивізій (1-ї британської повітрянодесантної дивізії, американськими 82-ї та 101-ї повітрянодесантними дивізіями) із захопленням та утриманням стратегічно важливих мостів через головні водні перешкоди в південній частині окупованих німецькими військами Нідерландів. Одночасно, 30-й армійський корпус генерал-лейтенанта Б. Хоррокса мав потужним ударом зім'яти усі німецькі частини, що мали опинитися на шляху прориву загальною довжиною до 100 км, та увірвавшись на оперативний простір через Північно-Німецьку низину вирватися в серце промислових районів Рейнської області Німеччині, та в подальшому продовжити рішучий наступ на Берлін.
Початок операції позначився успіхом через захоплення стратегічно важливого мосту через річку Ваал поблизу голландського міста Неймеген. Але ж у цілому, операція зазнала поразки, тому що 1-ша британська повітрянодесантна дивізія не змогла захопити та утримати мости поблизу голландського міста Арнем, попри те, що в цілому вони протрималися значно довше раніше запланованого строку. Частини британського 30-го армійського корпусу не змогли прорвати оборонні споруди на визначеній ділянці та прорватись до своїх десантників, тому більша частка сил 1-ї повітрянодесантної дивізії (близько 7000 парашутистів) потрапила в полон.

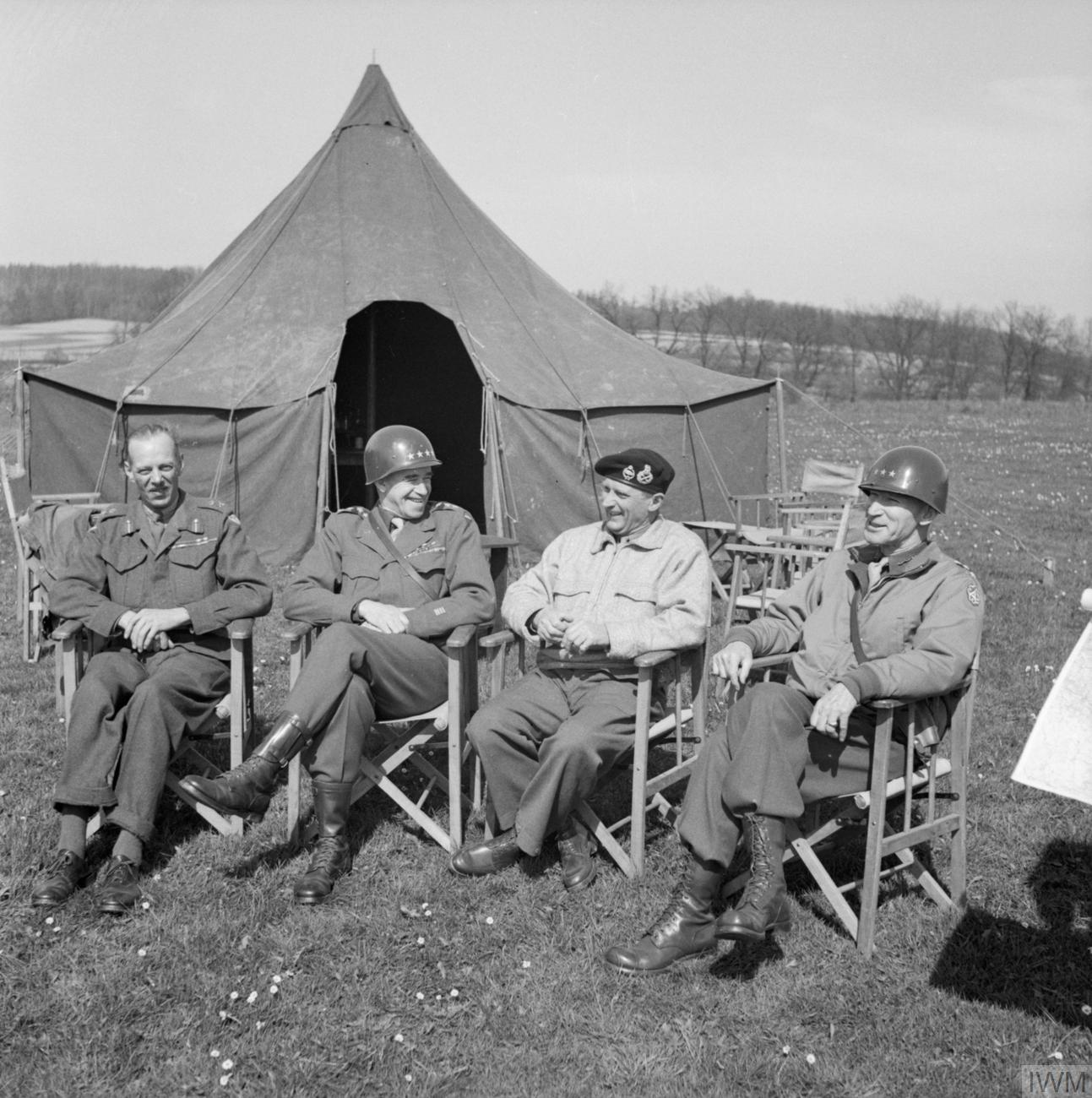
Воєначальники західних союзників: командувач 2-ї британської армії генерал-лейтенант Майлз Демпсі, командувач 12-ї групи армій генерал Омар Бредлі, командувач 21-ї групи армій фельдмаршал Б. Монтгомері та командувач 9-ї американської армії генерал-лейтенант Вільям Худ Сімпсон. 11 квітня 1945

Після невдалого завершення операції «Маркет-Гарден» фельдмаршал Б. Монтгомері зосередив основні зусилля підпорядкованих військ на утриманні «арнемського виступу», який утворився внаслідок наступу союзників. Маючи дві армії — 2-гу британську генерала М. Демпсі та 1-шу канадську генерала Г. Крірара — він доклав максимум сил, щоб не допустити відходу із займаних позицій. Командувач 21-ї групи армій терміново забрав у канадців (на той час командував генерал Сімондс, поки Крірар хворів) британські піхотні 51-шу гірську і 49-ту Вестрайденську, польську 1-шу бронетанкову дивізії, а також 2-гу канадську бронетанкову бригаду та перекинув їх на посилення 2-ї британської армії, що утримувала «арнемський виступ».
Така диспозиція викликала незадоволення вищого керівництва союзників, особисто Д. Ейзенхауер вимагав від Б. Монтгомері якось визначитись з пріоритетами у виконанні завдань, акцентуючи на тому, що опанування голландських островів та водних шляхів у цьому регіоні, з огляду на надзвичайну важливість Антверпена, є ключовою та стратегічною метою усіх союзників. Ситуація поступово розжарювалась, багато американських та британських високопосадовців були вкрай незадоволені такою поведінкою британського фельдмаршала й вимагали його покарання, аж до зняття з посади. 15 жовтня 1944 року Монтгомері доповів Ейзенхауеру, що він робить Шельду своєю пріоритетною ціллю і докладе максимально зусиль на підтримку канадської армії, що лишилась тільки з 3-ма дивізіями (2-га, 3-тя та 4-та канадські піхотні дивізії), та звільнить голландські острови від нацистів.
Отримавши поповнення, 8 листопада канадські війська звільнили від німців Валхерен, останню німецьку фортецю на Шельді. На підтримку союзників прийшли військово-морські сили, які до 28 числа повністю визволили навколишні води від мін та загороджень. Усвідомлюючи важливість Антверпена, німці розпочали завдавати масовані ракетні удари із застосування Фау-1 та Фау-2 по морському порту.

Карта операції «Вахт ам Райн». 1944

#### Арденнська операція
16 грудня 1944 року німецькі війська несподівано для союзників перейшли у контрнаступ та, прорвавши оборони військ 12-ї американської групи армій, кинулись вперед у напрямі Льєж — Антверпен. Більша частина 1-ї армії генерала К. Ходжеса виявилась відрізаної від головних сил групи армій, а її командувач О. Бредлі знаходився значно південніше, у Люксембурзі. Тоді головнокомандувач Д. Ейзенхауер ухвалив рішення передати британському фельдмаршалу командування американськими 1-ю та 9-ю генерала В. Сімпсона арміями, що нараховували більше за 200 000 осіб. Попри надзвичайному незадоволенню американського командування щодо такого кроку, Б. Монтгомері швидко опанував ситуацію, і у звичній своїй манері негайно вирушив у війська. Він особисто відвідав усі штаби армій, корпусів та дивізій і на місцях вивчив стан справ, познайомившись з командуванням об'єднань і з'єднань. Він також перегрупував свій XXX-й армійський корпус до лінії зіткнення, зробивши з нього стратегічний резерв і швидко реорганізував оборону американських військ на північному фланзі виступу.

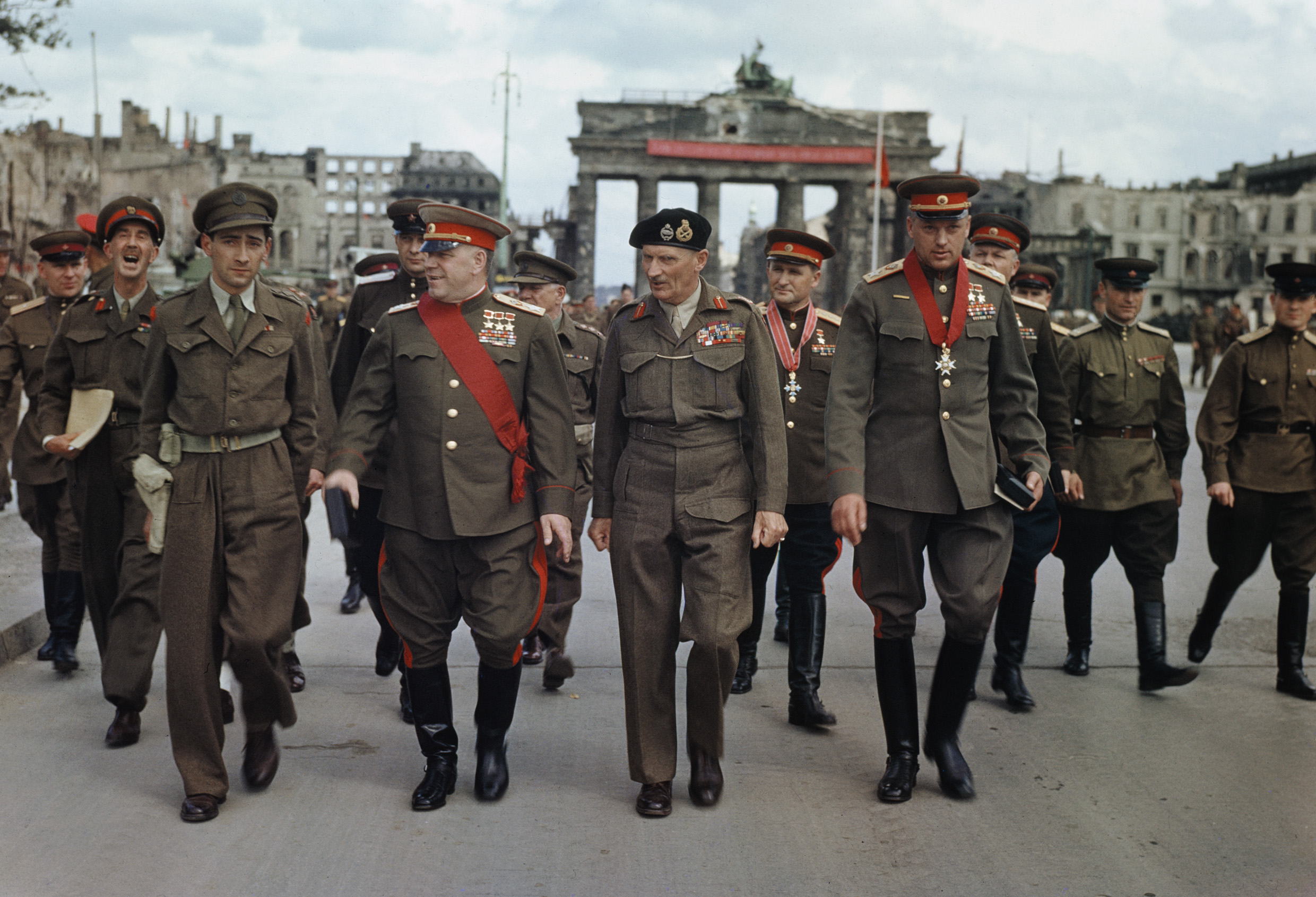
Союзники біля Бранденбурзьких воріт. Командувач 21-ї групи армій фельдмаршал Б. Монтгомері поруч з радянськими воєначальниками маршалами Радянського Союзу Жуковим Г. К і Рокосовським К. К. та генералом армії Соколовським В. Д. після їхнього нагородження вищими британськими нагородами. 12 липня 1945

#### Наступ у Німеччині
Союзні війська стійкою обороною встояли та зірвали задум командування вермахту прорватись до атлантичного узбережжя та розчленувати їхні війська на дві частини. З лютого 1945 року 21-ша група армій фельдмаршала Б. Монтгомері розпочала дві операції — «Верітебл» та «Гренейд», з форсування Рейну та прориву на території нацистської Німеччини. 24 березня союзні війська подолали Рейн і, продовживши рух вперед, незабаром оточили в Рурі німецьку групу армій «B». Її командувач генерал-фельдмаршал Вальтер Модель покінчив життя самогубством. 21-ша група армій просувалась на північний схід і скоро захопила Гамбург та Росток, заблокувала частину німецьких сил в Ютландії.
4 травня 1945 року фельдмаршал Б. Монтгомері прийняв на Люнебурзькому пустищі капітуляцію німецьких військ на півночі Німеччини, в Данії та в Нідерландах.

### Післявоєнний час
У 1945 році Бернард Монтгомері призначений головнокомандувачем британськими окупаційними військами в Німеччині, так званою Британської Рейнської армії. У січні 1946 року королем йому пожалуваний титул 1-го віконта Монтгомері Аламейнського (англ. Viscount Montgomery of Alamein).
З 26 червня 1946 до 1 листопада 1948 року начальник імперського Генерального штабу, змінивши на цій посаді А. Брука. У цей період Б. Монтгомері часто відвідував африканські колонії, й у своєї доповіді на ім'я прем'єр-міністра К. Еттлі запропонував «майстрів план» щодо посилення експлуатації колоніальних володінь з видобутку сировини та корисних копалин. Б. Монтгомері був носієм відкрито расистських поглядів стосовно населення Африки, вважаючи їх повними дикунами, неспроможними розвинути власні країни.
У 1948—1951 рр. голова Комітету головнокомандувачів Ради оборони Західного союзу. У 1951—1958 рр. 1-й заступник Верховного головнокомандувача збройними силами НАТО в Європі у генерала Д. Ейзенхауера, і продовжував служити на цій посаді у підпорядкуванні американських генералів М. Ріджвея та А. Грюнтера.
24 березня 1976 року відставний фельдмаршал Бернард Монтгомері, кавалер усіх вищих орденів Великої Британії і багатьох іноземних орденів, у тому числі радянських орденів «Перемога» і Суворова 1-го ступеня, помер у своєму домі в Ісінгтон Мілл поблизу Алтона у Східному Гемпширі, у віці 88 років. Похований на церковному цвинтарі у Бінстеді, Гемпшир.

## Твори
- Монтгомери Б. Мемуары фельдмаршала. — М.: Вагриус, 2006.
- Forward to Victory, L., [1946]; El Alamein to the River Sangro, L., 1948; Normandy to the Baltic, L., 1948; The memoirs, Cleveland — N. Y., [1958]; A history of Warfare, Cleveland — N. Y., 1968.